# Richard Haas

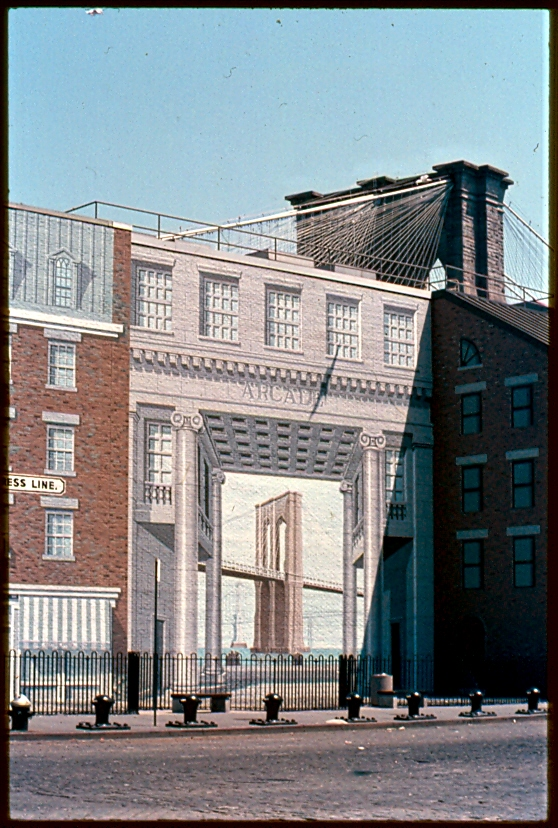
Muurschildering van Richard Haas in New York

Richard John Haas (Spring Green, 29 augustus 1936) is een Amerikaanse muurschilderaar. Zijn muurschilderingen zijn op meerdere gebouwen in de Verenigde Staten te vinden. Een van zijn werken is te vinden op de LaSalle Towers Apartments. Zijn Homage to the Chicago School of Architecture bevat verwijzingen naar meerdere gebouwen in Chicago, waaronder het Chicago Board of Trade Building. Haas' enige muurschildering in Europa bevindt zich in München en dateert van 1978.